# Ежи (противоавтомобильное заграждение)

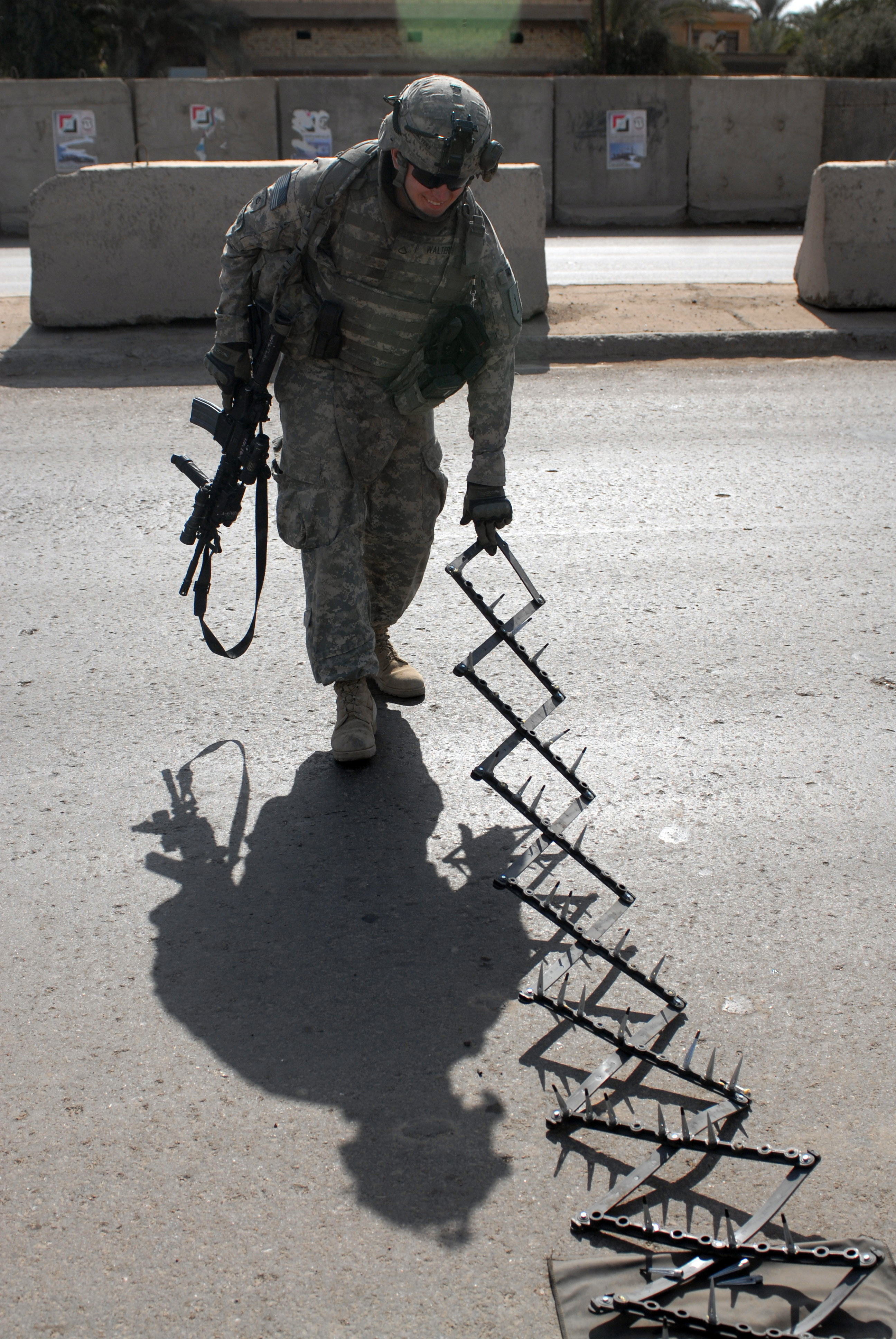
Американский солдат укладывает дорожные шипы

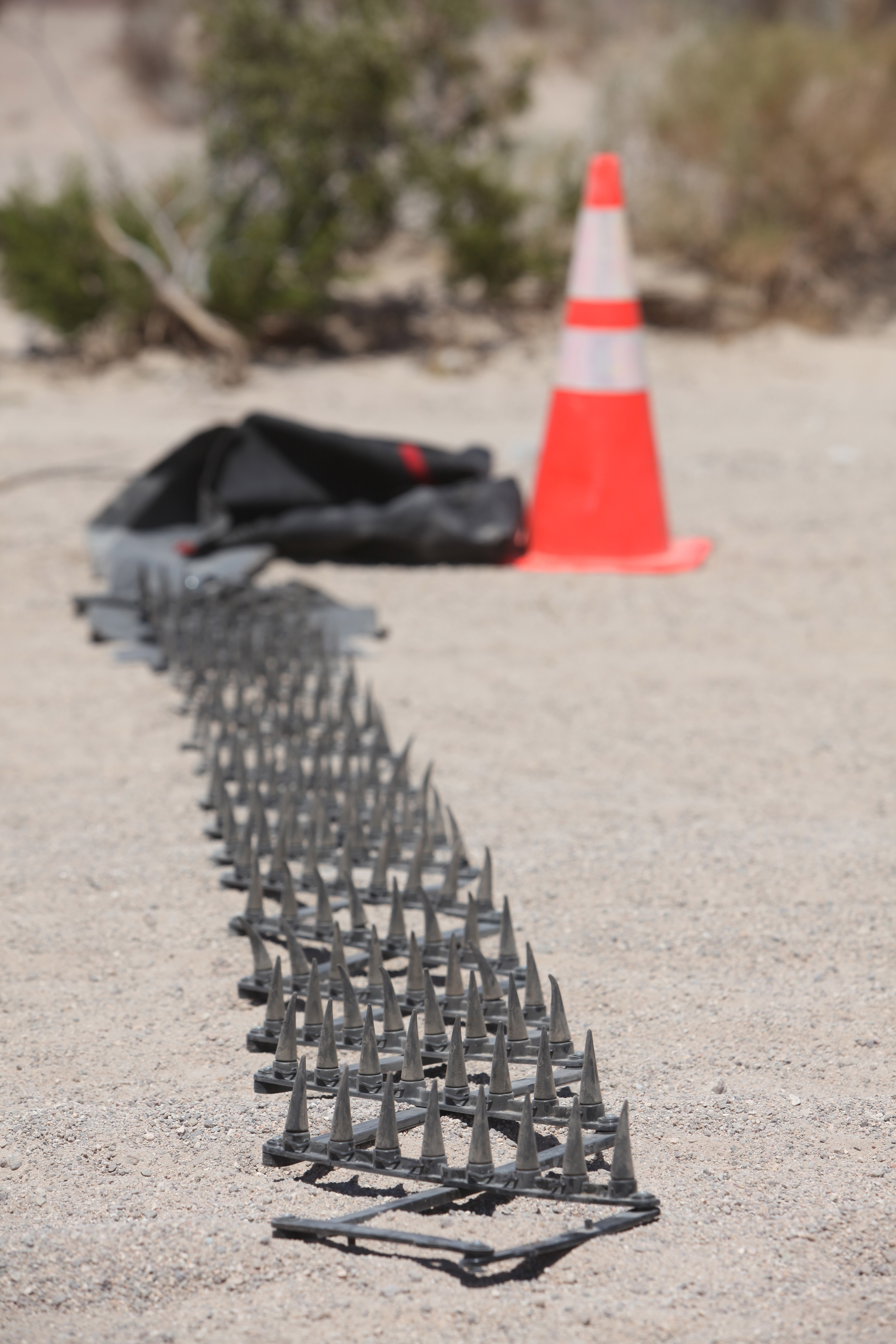
дорожные ежи

«Ежи́» (другие названия: полоса́ с шипа́ми, доро́жные шипы́) — устройство для воспрепятствования или остановки движения колёсных транспортных средств через прокалывание их шин. Как правило, раскладные полосы состоят из набора металлических шипов, штырей, зубьев или пик, направленных вверх. Предназначены для прокола и сплющивания шин, когда транспортное средство проходит по ним. Шипы могут быть полыми или цельными. Также ежами может называться чеснок.
В некоторых странах изготовление и использование «ежей» запрещено из-за использования их в забастовках, беспорядках из-за возможности причинения тяжёлых ранений.